# Fernando Miranda i Casellas
Fernando Miranda i Casellas (València, 1842 – Nova York, 9 de maig de 1925) va ser un escultor arquitectònic i il·lustrador valencià-americà.
Va néixer a València, sent el fill d'un il·lustrador del mateix nom. Es va traslladar als Estats Units abans de la  Exposició Universal de Filadèlfia del 1876 i es va establir a la Ciutat de Nova York. Durant diversos anys va treballar com a il·lustrador per a la llengua castellana de la revista La Ilustración Española y Americana, i va contribuir al diari  Frank Leslie la Il·lustrats Diari.
Al 1878, va dissenyar un monument d'uns 9 metres en honor de l'autor Miguel de Cervantes per ser aixecat al Central Park Finalment el projecte fou  abandonat a causa de manca de finançament, però el bust de Cervantes va romandre al parc per més d'un quart-segle.
Altre disseny va estar la font de 30 metres de diàmetre en honor de Cristòfor Colom aixecada també al Central Park al llarg de la 5a Avinguda però el monument de Colom de l'escultor Gaetano Russo ja va ser planejat per posar-lo al proper Columbus Cercle. Es varen proposar llocs alternatius per la font com al Battery Park i Harlem, però aquest projecte també va ser abandonat. En comptes del projecte original per Miranda, per al Central Park es va encarregar una còpia de l'estàtua de Colom de l'escultor Jeronimo Suñol que hi era a Madrid, la qual va ser dedicada el 1894.
La biblioteca pública de Boston havia rebutjat notòriament el 1896 l'escultura nua del Frederick William MacMonnies Bacchante and Infant Faun,la qual cosa va fer que Miranda preparés una feina de substitució per la font del pati. L'Esperit de Recerca era una figura serena d'una dona vestida aixecant un vel—una metàfora per educació. Va ser instal·lada al centre de la font el 1898, però va ésser eliminada als 1920s. Una còpia de l'estàtua del MacMonnies va ser restaurada a la font el 1993.
Va ser membre de la National Sculpture Society i primer president de la Societat d'Escultura americana.
El rei Alfons XIII d'Espanya li va fer cavaller el 1890.